# Mezangium

Schemat budowy ciałka nerkowego

Wpływ wieku na objętość oraz liczebność komórek macierzystych w ciałku nerkowym

Mezangium (gr. mesos – między; angeion – naczynie) – element budowy ciałka nerkowego, będący rodzajem tkanki łącznej zlokalizowanej pomiędzy naczyniami. W skład mezangium wchodzą komórki mezangialne (mezangiocyty, komórki krezki naczyniowej) oraz istota podstawowa (matriks mezangialny, substancja międzykomórkowa).
Ze względu na lokalizację wyróżniane są dwa rodzaje mezangium:
- mezangium zewnętrzne, zlokalizowane pomiędzy tętniczką doprowadzającą a odprowadzającą, będące częścią aparatu przykłębuszkowego
- mezangium wewnętrzne, znajdujące się pomiędzy naczyniami włosowatymi kłębuszka.

Na obszarze centralnym naczyń włosowatych kłębuszka komórki mezangium kontaktują się bezpośrednio z osoczem (około ¼ obwodu), natomiast na pozostałym obszarze (zawierającym błonę podstawną) kontakt zachodzi przez komórki śródbłonka.
Na powierzchni komórek mezangium znajdują się liczne receptory. Substancje oddziałując przez te receptory powodują skurcz lub rozkurcz komórek mezangium (dzięki dużej zawartości miofibryli), a przez to wpływają na powierzchnię filtracji kłębuszkowej i jej przepuszczalność. Do substancji kurczących należą m.in.: angiotensyna II, endotelina, nukleotydy adeninowe, adenozyna wazopresyny. Natomiast głównymi substancjami rozkurczającymi są przedsionkowy peptyd natriuretyczny (ANP) i NO.
Obecne są również receptory wielu innych substancji, takich jak: IL-2, PDGF, TGF-β, białek układu dopełniacza, immunoglobulin. Obecność tych receptorów wskazuje na rolę mezangium w procesie zapalnym.
Mezangiocyty syntezują substancję mezangialną, w której skład wchodzi m.in.: kolagen (typ IV i V), fibronektyna, lamininy, proteoglikany. Mają również zdolność do syntezy cytokin: IL-1, PDGF, czy nabłonkowego czynnika wzrostu (EGF). 
Komórki mezangialne charakteryzują się zdolnością egzo- i fagocytozy związków wielkocząsteczkowych (w tym kompleksów immunologicznych).
Liczba komórek mezangium, które zachowują zdolność do proliferacji, z wiekiem zwiększa się o około 30–40%(nawet 50%).